# Hans Georg Anscheidt
Hans Georg Anscheidt (Königsberg, 23 de dezembro de 1935) é um ex-motociclista alemão, tricampeão do mundo.

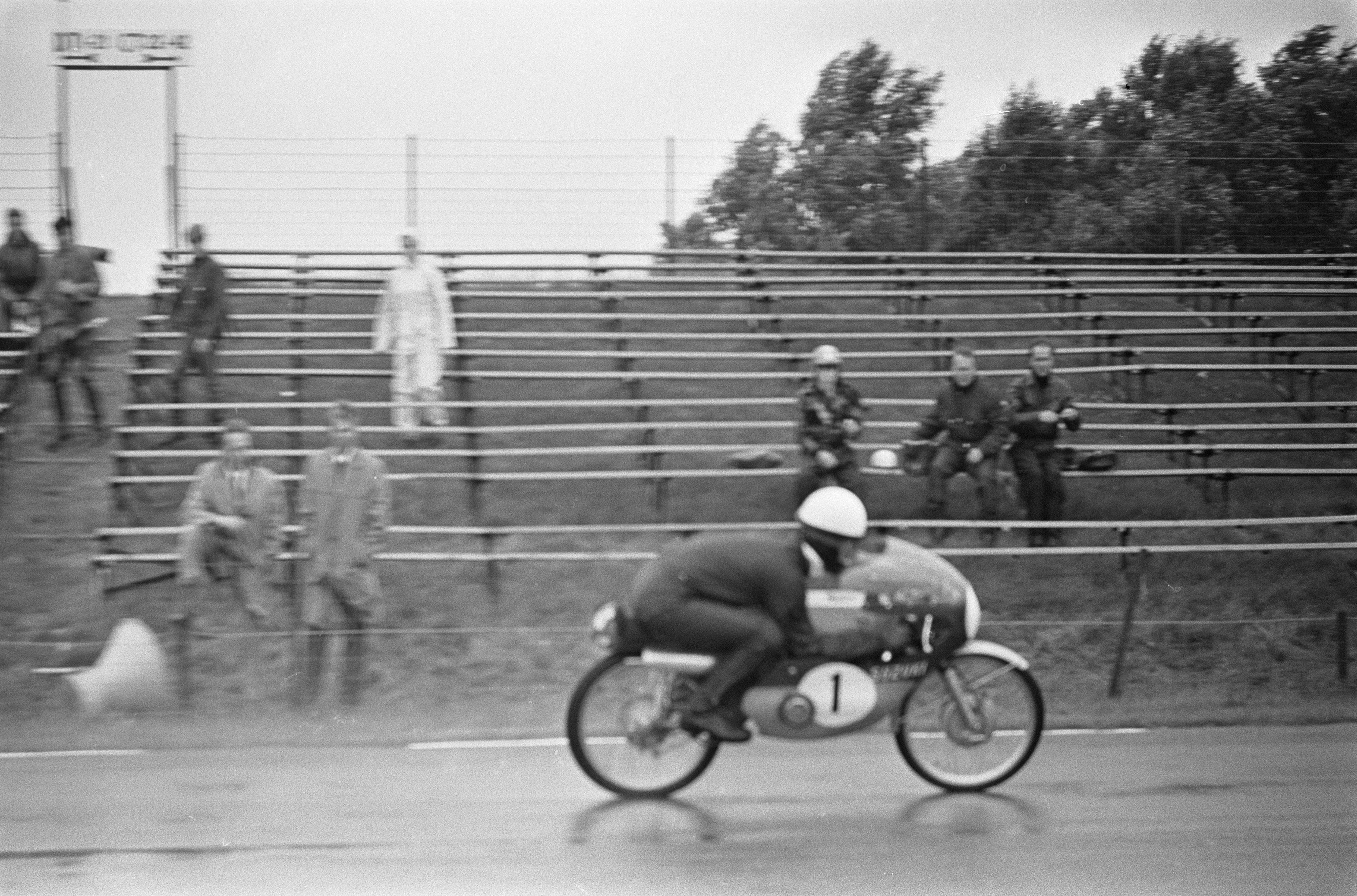
Anscheidt correndo pela Suzuki no TT de Assen de 1968

Nascido na histórica cidade de Königsberg, que hoje é compreendida pela atual Kaliningrado, na Rússia, viveu frutíferos anos nas competições de velocidade entre 1961 e 1968, ganhando treze títulos durante o período correndo pela Kreidler até 1965 e de 1965 até 1968 pela Suzuki.
Especializado nas baixas cilindradas, como fariam posteriormente grandes nomes, como Ángel Nieto e Stefan Dörflinger, Anscheidt conquistou seu primeiro título com o campeonato europeu de 50cc em 1961, e passaria a correr no mundial a partir do ano seguinte, sendo vice nas dois primeiros anos, 1962 e 1963, e terceiro em 1964, quando, correndo pela Suzuki, após um sétimo em 1965, conquistou três títulos seguidos - 1966, 1967 e 1968.
Apesar de não ter conquistado o título mundial desde o início, Anscheidt os conseguiu na Alemanha, vencendo sete consecutivos entre 1962 e 1968. 1966 e 1967 acabariam sendo seus melhores anos, quando também conquistou o título alemão das 125cc.

## Ligação externa
- Perfil no site da MotoGP